# Oliver von Dohnányi
Oliver von Dohnányi (Trencsén. 1955 március 2. –) magyar származású szlovák karmester, zeneigazgató és a Prágai Állami Operaház egykori művészeti vezetője.

## Élete
Kezdetben zongora- és hegedűleckéket kapott. Később a Prágai Előadóművészeti Akadémián Václav Neumann és Alois Klíma keze alatt karmesteri tanulmányokkal foglalkozott, majd a Bécsi Zene- és Előadóművészeti Egyetemen Otmar Suitnernél folytatta tanulmányait. Mesterkurzusokat Arvīds Jansons, Igor Markevitch és Franco Ferrara mellett vett. Elnyerte a Premio Respighit Olaszországban, döntős volt a magyar televíziós karmesterversenyen (1983) és a Prágai Nemzetközi Tavaszi Fesztivál Talich Versenyén (1985).
1979-ben a Pozsonyi Rádió Szimfonikus Zenekarának karmestere lett. 1986-tól 1991-ig a Szlovák Nemzeti Színház zeneigazgatója volt, és az együttessel Németországban, Hollandiában, Magyarországon, Oroszországban és Kínában koncertturnézott. Több új produkcióért is felelős volt ebben a színházban, mint például a Tosca, A sevillai borbély (Rossini), Rigoletto, Igor herceg és Az alvajáró. Az együttes Magyarországon, Izraelben és Nagy-Britanniában vendégszerepelt a Faust című operával, az Edinburgh-i Fesztiválon pedig zenei különdíjban részesült. Ezzel párhuzamosan a Szlovák Filharmonikusok és a Cappella Istropolitana kamarazenekar karmestereként is működött, akikkel Németországban, Ausztriában és Hollandiában, valamint a Bolognai Fesztiválon is hangversenyezett.
1993-tól 2007-ig a Prágai Nemzeti Színházban dolgozott zenei igazgatóként, ahol többek között a Bohémélet, Tosca, Aida, Traviata, Norma, Don Pasquale, A varázsfuvola című operákat adták elő, Roméo és Júlia, Libuše és a Hamupipőke balettet vezényelte. Vendégszerepelt Japánban a Don Giovanni és a Figaro házassága című operákkal. Ez idő alatt intenzíven dolgozott a prágai Cseh Nemzeti Szimfonikus Zenekarral is, amellyel több hónapig turnézott Japánban.
2010-ben Dohnányit a Prágai Állami Operaház igazgatójává nevezték ki, de fél év múlva lemondott tisztségéről, amit az operaház akkori nehéz anyagi helyzete indokolt.
2004-től 2007-ig, 2011-től 2015-ig a szlovák Sinfonietta Žilina vezető karmestere volt, 2014-ben a Pilseni Opera vezető karmestere lett, 2014-től 2019-ig pedig a jekatyerinburgi Ural Opera vezető karmestere volt, ahol azóta is vendégkarmesterként dolgozik. Vendégkarmesterként dolgozott más neves operaházakban és koncerttermekben szerte a világon.
A felvételek a Naxosban, a Lyrában, az Opusban, az Audiophonban, a Pantonban, a Supraphonban, a Marco Polóban, a Vergában és a Novalisban, valamint rádióban és televízióban készültek (többek között Mezzo TV és Duna TV).

### Egyéb operaprodukciók
Dohnányi 1997-ben vette át az Angol Nemzeti Operánál többek között a Falstaff opera zenei irányítását, valamint Arrigo Boito Mefistofele () és a Norma (2012) próbáját. Intenzív együttműködés zajlott a leedsi Opera North Orchestrával is, a a Carmen, Gioconda és Hamlet című operák zenei produkcióival. Az eladott menyasszonyt Nagy-Britanniában jelölték az év legjobb operaprodukciója díjára. Az írországi Wexford Fesztiválon vendégszerepelt Hermann Goetz The Taming of the Shrew című vígoperájával. Fellépett többek között az Edinburgh-i, az Aldeburgh-i és a Bolognai Fesztiválon. is.
Vendégdirigálása többek között a következő operaházakba vitte: Bécsi Állami Operaház, Bajor Állami Operaház, Stuttgarti Állami Operaház, Bolsoj Színház, Magyar Állami Operaház, Királyi Koppenhágai Opera, Teatro Comunale di Bologna, Teatro San Carlo, Teatro Colón, Zürichi Operaház, Bázeli Operaház, Morva-Sziléziai Nemzeti Színház, Oszakai Operaház, NBR Új-Zélandi Opera, Baltimore Opera Company, Staatstheater Karlsruhe, National Theater Mannheim, National Theater Weimar és Staatstheater Kassel.

### Vendégkarmesterként
Dohnányi világszerte neves zenekarokkal dolgozott együtt, többek között: a Royal Liverpool Philharmonic Orchestra, Saint Petersburg Philharmonic, Orquesta Filarmónica de Buenos Aires, Cseh Filharmonikusok, Cseh Nemzeti Zenekar, Brunn Állami Filharmonikusok, Zágrábi Filharmonikusok, Magyar Állami Filharmonikusok Zenekar, Zagreb English Kamarazenekar, London Mozart Players, Dublini Filharmonikusok, BBC Belfast és BBC Glasgow Orchestra, Chicago Sinfonietta, Saarbrücken Radio Szimfonikus Zenekar, Luganói Rádió Szimfonikus Zenekar, RSO Basel és Yomiuri-Nippon Szimfonikus Zenekar.

## Díjak (válogatás)
- 2011: Az Európai Művészeti Unió Arany Európa-díja[14]
- 2011: az Európai Művészeti Unió európai Gustav Mahler-díja[15]

## Fordítás
- Ez a szócikk részben vagy egészben  az   Oliver von Dohnányi című német Wikipédia-szócikk ezen változatának fordításán alapul.  Az eredeti cikk szerkesztőit annak laptörténete sorolja fel. Ez a jelzés csupán a megfogalmazás eredetét és a szerzői jogokat jelzi, nem szolgál a cikkben szereplő információk forrásmegjelöléseként.